# Lacinipolia cuneata
Lacinipolia cuneata là một loài bướm đêm trong họ Noctuidae.